# .kz
.kz ist die länderspezifische Top-Level-Domain (ccTLD) von Kasachstan. Sie existiert seit dem 19. September 1994 und wird von der Association of IT Companies of Kazakhstan mit Sitz in Astana verwaltet.

## Eigenschaften
Offiziell kann jede natürliche oder juristische Person eine .kz-Domain registrieren, ohne dass ein Wohnsitz beziehungsweise eine Niederlassung im Land notwendig wären. Allerdings gibt es Berichte, die Vergabestelle würde Domains suspendieren, sofern die darunter verfügbaren Inhalte im Ausland gehostet würden. Die Maßnahmen wurden von Menschenrechtsorganisationen kritisiert.
Neben .kz existiert seit 2012 eine Variante in Kyrillisch (.қаз). Außerdem gibt es diverse Second-Level-Domains, wie zum Beispiel .com.kz für Unternehmen, .net.kz für Internet Service Provider sowie .org.kz für gemeinnützige Organisationen.